# Joan Roca i Fontané
Joan Roca i Fontané (Girona, 11 de febrer de 1964) és un cuiner català, xef del restaurant gironí El Celler de Can Roca. Ha estat elegit dos anys seguits (2017 i 2018) el millor xef del món.
Va estudiar a l'Escola d'Hostaleria de Girona, on més tard va exercir de mestre. Va treballar amb els seus avis i els seus pares als seus respectius negocis familiars, una fonda i un restaurant de cuina catalana. Avui és xef del seu propi restaurant, que porta amb els seus dos germans, Josep -sumiller- i Jordi -xef de postres-, i on fa un tipus de cuina amb els sabors tradicionals de la cuina catalana però amb tècniques d'avantguarda, la qual cosa implica tasques de recerca quant a tècniques modernes i noves aplicacions d'aquestes d'una banda i de receptes de plats antics tradicionals de l'altra. El seu estil de cuina pertany a l'anomenat "tecno-emocional".
Algunes tècniques culinàries que sol emprar són la cocció al buit, la perfumcocció, la destil·lació, el fum com un ingredient més del plat i part de la seva preparació, entre d'altres.
Va ser convidat d'honor del Festival Internacional del Llibre d'Art i del Film en 2014.

## Reconeixements
- El 2000 en Joan Roca és el Cuiner de l'Any per a l'Acadèmia Espanyola de Gastronomia.[5]
- El 2002 rep la segona estrella Michelin.
- El 2009 rep la tercera estrella Michelin[6] i el reconeixement de 5è millor restaurant del món de la revista The Restaurant Magazine
- 2010: Doctor Honoris Causa per la Universitat de Girona.[7]
- 2011: És escollit, per uns mil periodistes del sector, com un dels 20 cuiners més influents del món.[8] Segon millor restaurant del món segona la revista The Restaurant Magazine
- 2013: És escollit primer millor restaurant del món per la revista The Restaurant Magazine.[9]
- 2014: És escollit segon millor restaurant del món per la revista The Restaurant Magazine.
- 2015: És escollit, de nou, primer millor restaurant del món per la revista The Restaurant Magazine.[10]

## Publicacions
- Roca, Jordi; Roca, Joan; Roca, Josep. El Celler de Can Roca.  Grub Street, 2018. ISBN 978-1-911621-71-3.
- Roca, Joan. La Cocina al Vacio: sous-vide cuisine. (en traduit a l'anglès, francès, alemany i italià.).  Montagudeditores, 2014. ISBN 978-84-7212-150-8.
- Les receptes catalanes de tota la vida, de Joan Roca i la seva mare, Montserrat Fontané
- Roca, Joan. La cuina de la meva mare. Print book : Catalan : 1. ed.  Columna, 2004 (Cuina Columna, 18). ISBN 84-664-0539-9.
- Deu menus per a un concert, de Joan Roca. En català i castellà.